# Cleistochloa sclerachne
Cleistochloa sclerachne är en gräsart som först beskrevs av Frederick Manson Bailey, och fick sitt nu gällande namn av Charles Edward Hubbard. Cleistochloa sclerachne ingår i släktet Cleistochloa, och familjen gräs. Inga underarter finns listade i Catalogue of Life.